# Phanerotoma tritoma
Phanerotoma tritoma är en stekelart som först beskrevs av Marshall 1898.  Phanerotoma tritoma ingår i släktet Phanerotoma och familjen bracksteklar. Enligt den finländska rödlistan är arten nära hotad i Finland. Artens livsmiljö är torra gräsmarker. Inga underarter finns listade i Catalogue of Life.